# Parque nacional Diliján
El parque nacional Diliján (o Dilizhán) es un área natural protegida que ocupa una extensión de 24.000 hectáreas, se encuentra en la parte noreste de la República de Armenia, en la provincia (marz) de Tavush. El parque nacional Diliján es bien conocido por sus paisajes de bosque, manantiales de aguas minero-medicinales, monumentos culturales y naturales. Es uno de los dos parques nacionales de la República de Armenia (véase Parque nacional Seván). 

## Historia
El parque nacional Diliján se creó en el año 2002 sobre la base de la reserva natural estatal, que a su vez fue establecida en el año 1958 sobre las anteriores empresas del bosque de Diliján y Kúybishev. El territorio del parque nacional nuevamente establecido ha permanecido sin cambio.
El cambio de estatus de la reserva de Diliján al parque nacional Diliján fue condicionado por varias razones objetivas, como la inevitabilidad de la actividad comercial en la zona, la presencia de numerosos asentamientos, incluyendo la ciudad de Diliján con sus manantiales de agua mineral, la línea de ferrocarril Ereván-Ijeván que pasa a través de todo su territorio y otras. Actualmente, el plan general del parque nacional está en desarrollo, incluyendo la clarificación de los límites y hacer un mapa de las zonas de protección, recreativa y económica de este parque nacional.

## Geografía
El parque nacional se extiende sobre las laderas de las sierras Pambak, Areguni, Miapor, Ijeván (Kaeni) y Halab con una altitud de 1.070-2.300 m s. n. m. Los prados de montaña por encima de estas altitudes no pertenecen al parque nacional. El río Aghstev y sus principales afluentes, los ríos Hovajur, Shtoghanajur, Bldan, Haghartsin y Getik, recorren el parque nacional. Hay lagos como Parz Lich (Lago Claro) y Tzrkalich (Lago del Haya), y otros de menor tamaño.

## Flora
La flora del parque nacional Diliján incluye 902 especies de plantas vasculares, principalmente Lycopodium (1 especie), cola de caballo (1), Ferns (12), gimnospermas (7) y angiospermas (881). Alrededor de 40 especies raras de plantas se encuentran en este territorio. 29 especies de la flora están registrados en la Lista Roja de especies amenazadas de Armenia y 4 en el Libro Rojo de la URSS. 
La vegetación del parque nacional está formada por el tipo caucásico mesófilo principalmente representado por asociaciones forestales. Está formado principalmente por especies de coníferas como robles (Quercus iberica, Quercus macranthera), haya oriental (Fagus orientalis), carpes común y oriental (Carpinus betulus, Carpinus orientalis), que forma bosques homogéneos de roble, haya y carpe así como bosques mixtos con diferentes combinaciones de las especies mencionadas. Los bosques de roble georgiano (Q. iberica) se encuentran en las laderas meridionales de la zona de bosque media y los bosques de haya oriental en las laderas septentrionales. El bosque de la zona superior está formado por Q. macranthera. 
Los carpes se encuentran principalmente en bosques mixtos. Los carpes orientales alcanzan hasta 1.500 m s. n. m., mientras que los carpes comunes se extienden por toda la zona de bosque hasta los 2.000 m. Diferentes especies de tilos (Tilia), arces (Acer) y fresnos (Fraxinus) crecen en la zona de bosque media y especialmente el límite superior de la zona de bosque superior. Bosques de coníferas (pino - Pinus, enebro - Juniperus y tejo - Taxus) ocupan un territorio limitado en el parque nacional y aparece en manchas. El pino a menudo forma densos bosques en la cuenca del río Hovajur en las laderas de las sierras Areguni y Pambak en el vecindario de la autopista serpentina de Diliján. Hay muchos pinos en Diliján y en las laderas centrales. 
Los dispersos bosques de enebro se extienden en el valle del río Getik especialmente cerca de la desembocadura del río así como sobre las laderas áridas de los montes Ijevan. El enebro foetidissima Willd. es la especie más predominante entre las cuatro especies de enebro se encuentran en el parque nacional. Hay zonas de enebro bien conservadas en las laderas rocosas del monte Abeghakhar en la cuenca del río Aghstev. 
Los bosques en el parque nacional son ricos en frutales y arbustos como manzano oriental – Malus orientalis, nuez - Juglans regia, Cornus mas L., ciruela - Prunus, endrino - Prunus spinosa L., pera - Pyrus caucasica Fed., grosella espinosa - Grossularia reclinata (L.) Mill., diferentes especies de grosella negra - Ribes L. y espino - Crataegus L., medlar - Mespilus germanica, avellano común - Corylus avellana (véase también Reserva de avellano). Muchas especies que aparecen en el parque nacional son bien conocidas como plantas medicinales (hierba de San Juan – Hypericum L., menta - Mentha L., tomillo - Thymus L., ziziphora - Ziziphora L. etc.), comestible (acedera - Rumex L., falcaria - Falcaria Fabr., chirivía - Heracleum L. etc.), forraje (trébol - Trifolium L.,  Onobrychis L. cardo marino - Eryngium L. etc.) y decorativa (iris - Iris L., orquídea - Orchis L. etc.).
Las laderas rocosas occidentales de la cordillera Ijevan y el monte Abeghasar son ricos en petrofitos y plantas raras. Las rocas y los acantilados sirven como un hábitat favorable para numerosos endemismos como hierba de San Juan armenia (Hypericum armenum Jaub.et Spach., saxifraga (Saxifraga juniperifolia Adam, S. tridactylites L.), scorzonera (Scorzonera rigida Auch. ex DC.), Cephalaria (Cephalaria media Litv.), pequeña Scabiosa (Scabiosa columbaria L.), jazmín (Jasminum fruticans L.) y otras. El monte Abeghasar es especialmente rico en especies raras. 
Tejo relicto terciario y rododendro caucasiano (Rhododendron caucasicum Pall.) son las gemas del parque nacional. El pequeño pero bien conservado bosque de tejo ubicado en la cuenca del río Polad fue designado como reserva en 1958 (véase Reserva del bosquecillo de tejo de Ajnabat). El segundo bosquecillo de tejo en tamaño se encuentra en la corriente superior del río Aghstev en la garganta Frolova Balka de los montes Pambak. Los botánicos N. Troitski en 1939 y A. Takhtajan en 1954 documentaron que este joven bosque está formado por viejos árboles de 100-180, a veces 220 años de edad durante 4–5 km desde el 7.º kilómetro de la autopista Diliján hacia el pueblo de Fiolétovo. N. Troitski mencionó también que en el pasado el tejo fue más abundante. En la actualidad, sólo los restos de un bosque previamente denso ha sobrevivido en la forma de árboles individuales en un terreno inaccesible. Grupos de tejos y árboles individuales también se encuentran por todo el territorio del parque nacional. 
Especies relictas como el rododendro caucasiano es también destacable, creciendo en las laderas septentrionales de los montes Pambak. El rododendro se encuentra en la vegetación de prado húmeda de la zona subalpina y se extiende hacia el oeste hasta el monte Ampasar (la sierra de la montaña Pambak) donde se encuentra la mayor zona de rododendro de Armenia (véase Reserva de rododendro).

## Fauna
La fauna del parque nacional es también rica. Hay alrededor de 800 especies de escarabajos así como numerosas especies de reptiles (Viper - Vipera lebetina, armenia y lagartos Dahl - Darevskia armeniaca, D. dahli etc.), anfibios (rana de lago - Rana ridibunda, sapo verde - Bufo viridis etc.), peces (trucha – Salmo fario, barbo o Kura beghlou- Barbus lacertacyri etc.). También abundan las aves representadas por 150 especies incluyendo gallo lira (Tetrao mlokosievicsi), águila dorada (Aquila chrysaetos), águila barbuda (Gypaetus barbatus aureus), tetraogallo del Caspio (Tetraogallus caspius) y otras. Más de 40 especies de mamíferos están documentados en el parque nacional, como en ciervo rojo (Cervus elaphus), el oso pardo (Ursus arctos), zorro (Vulpes vulpes), lince (Lynx), lobo (Canis lupus), jabalí (Sus scrofa), gato montés (Felis silvestris), corzo (Capreolus capreolus), tejón (Meles meles), ardilla (Sciurus anomalus) y otros. El parque nacional Diliján es importante para la conservación de paisajes boscosos, el ocio y la salud, así como actividades económicas debido a la presencia de condiciones favorables.

## Monumentos culturales
Los monumentos culturales más importantes ubicados en el parque nacional Diliján incluyen los monasterio Haghartsin (siglos X-XIII), Goshavank (ss. XII-XIII), Yujtak (ss. XI-XIII) y Matosavank (ss. X-XIII), así como la iglesia de Ajnabat, del siglo XI.